# 맘넓은발톱땃쥐
맘작은귀땃쥐 또는 맘넓은발톱땃쥐(Cryptotis mam)는 땃쥐과에 속하는 포유류의 일종이다. 이름은 맘족과 맘어(Mayan language)에서 유래했으며, 과테말라 서부 고원지대에서 서식한다.

## 특징
형태학적으로 골드망넓은발톱땃쥐군(group Cryptotis goldmani)의 특성과 유사성을 보인다. 몸길이는 7.6cm(꼬리 길이 2.9cm 포함)이다.

## 분포
과테말라 서부 시에라 쿠추마탄 지역의 해발 2,500m 이상의 산지 열대 우림에 분포한다.